# Protartessus woodwardi
Protartessus woodwardi är en insektsart som beskrevs av Evans 1981. Protartessus woodwardi ingår i släktet Protartessus och familjen dvärgstritar. Inga underarter finns listade i Catalogue of Life.